# Mientras me dure la vida
 Mientras me dure la vida  és una pel·lícula argentina filmada en Eastmancolor dirigida per Carlos Otaduy sobre el seu propi guió que es va estrenar el 2 de juliol de 1981 i que va tenir com a actors principals a Carlos Otaduy i Cecilia Cenci.

## Sinopsi
La lluita dels primers pobladors bascos que van arribar a la província de Santa Fe en les dècades de 1920 i 1930.

## Repartiment
- Carlos Otaduy
- Cecilia Cenci
- Iñaki Aierra
- Luis María Aiesa
- Felipe Ávila
- Luis Pe-Menchaca
- Silvia Folgar
- Steven Wiell
- Lucrecia Castagnino

## Comentaris
Clarín va dir:
| « | «Records de província…Bon nivell de producció i lloables intencions…document tel·lúric…excessiu detallisme en les imatges d'aspectes laterals del drama.» | » |

La Razón va opinar:
| « | «Alguna cosa per a recordar. És interessant, diferent, trasunta esforç, obstinació i resulta agradable. Les feines rurals minuciosament mostrades i tenen una gran dosi de realisme.» | » |

Manrupe i Portela escriuen:
| « | «Gairebé documental i atípica aproximació a una altra mena d'immigració. Filmada amb obstinació malgrat les falles. Aiesa, un dels quatre joves bascos (juntament amb Aierra, Pe-Manchaca i Àvila) vinguts especialment per a protagonitzar el film, es va suïcidar poc després de finalitzar el rodatge» | » |